# Deltochilum mourei
Deltochilum mourei là một loài bọ cánh cứng trong họ Bọ hung (Scarabaeidae).